# 天冬叶龙胆
天冬叶龙胆（学名：Gentiana asparagoides）是龙胆科龙胆属的植物，是中国的特有植物。分布于中国大陆的云南等地，生长于海拔3,500米至3,800米的地区，一般生长在高山沼泽地，目前尚未由人工引种栽培。